# Hiroki Katō (Rennfahrer)

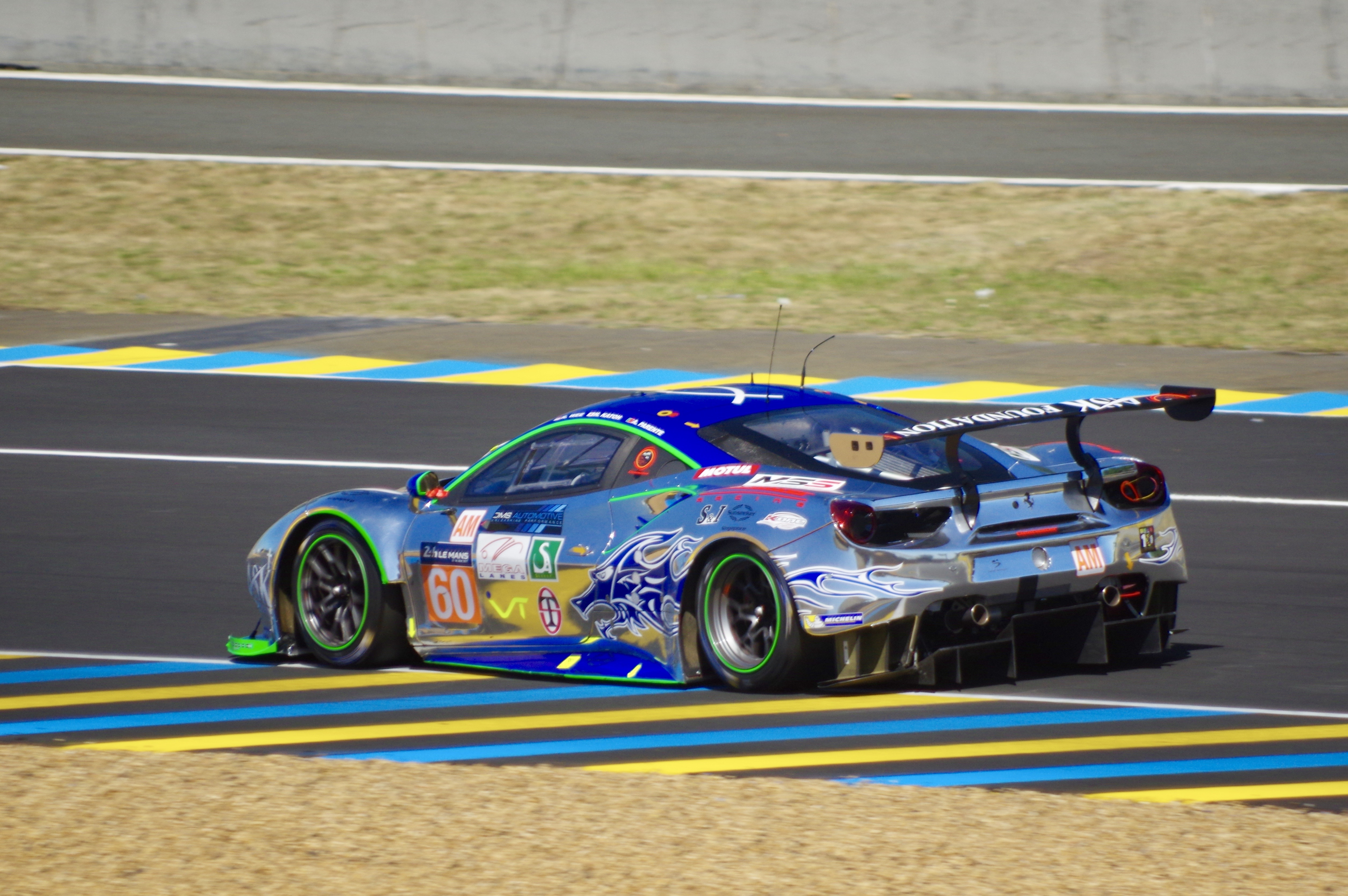
Der Ferrari 488 GTE mit dem Hiroki Katō beim 24-Stunden-Rennen von Le Mans 2017 am Start war

Hiroki Katō (jap. 加藤 寛規, Katō Hiroki; * 23. Februar 1968 in Isehara) ist ein japanischer Autorennfahrer.

## Karriere
Katō begann seine Rennkarriere 1994 in der japanischen Formel-3-Meisterschaft auf einem Dallara F393. Vier Jahre fuhr er in dieser Meisterschaft und 1998 wurde er Gesamtzweiter in der Meisterschaft. 1999 wechselte in die Formel Nippon und kam erstmals nach Europa, um am 24-Stunden-Rennen von Le Mans an den Start zu gehen. Das Rennen endete mit einem Defekt am BMW V12 LM vorzeitig.
Anfang der 2000er-Jahre wechselte er zu den Sportwagen und wurde 2006 und 2007 Gesamtzweiter der japanischen Super-GT-Meisterschaft.
Seine beste Platzierung beim 24-Stunden-Rennen von Le Mans war der fünfte Rang 2000 auf einem Panoz LMP-1.

## Statistik

### Le-Mans-Ergebnisse
| Jahr | Team                      | Fahrzeug               | Teamkollege      | Teamkollege           | Platzierung     | Ausfallgrund |
| ---- | ------------------------- | ---------------------- | ---------------- | --------------------- | --------------- | ------------ |
| 1999 | Team Goh                  | BMW V12 LM             | Hiro Matsushita  | Akihiko Nakaya        | Ausfall         | Defekt       |
| 2000 | Panoz Motorsports         | Panoz LMP-1 Roadster S | Johnny O’Connell | Pierre-Henri Raphanel | Rang 5          |              |
| 2001 | Team Den Blå Avis         | Dome S101              | John Nielsen     | Casper Elgaard        | Ausfall         | Defekt       |
| 2002 | Audi Sport Japan Team Goh | Audi R8                | Seiji Ara        | Yannick Dalmas        | Rang 7          |              |
| 2004 | Kondō Racing              | Dome S101              | Ryō Fukuda       | Ryō Michigami         | Ausfall         | Defekt       |
| 2008 | Terramos                  | Courage LC70           | Yōjirō Terada    | Kazuho Takahashi      | nicht klassiert |              |
| 2017 | Clearwater Racing         | Ferrari 488 GTE        | Richard Wee      | Álvaro Parente        | Rang 40         |              |

### Sebring-Ergebnisse
| Jahr | Team               | Fahrzeug               | Teamkollege      | Platzierung | Ausfallgrund |
| ---- | ------------------ | ---------------------- | ---------------- | ----------- | ------------ |
| 2000 | Panoz Motor Sports | Panoz LMP-1 Roadster S | Johnny O’Connell | Ausfall     | Gaspedal     |